# 江里康慧
江里 康慧（えり こうけい、1943年9月7日 - ）は、仏師。妻は江里佐代子。子は左座朋子と江里尚樹。

## 経歴
京都市生まれ。1962年に京都市立日吉ヶ丘高等学校美術課程彫刻科卒業。松久朋琳、松久宗琳の弟子となる。1996年に同志社女子大学嘱託講師、2001年に龍谷大学客員教授、2004年に東京芸術大学非常勤講師となる。

## 受賞歴
- 1989年 三千院大仏師号
- 2003年 第21回京都府文化賞功労賞
- 2007年 第41回仏教伝道文化賞

## テレビ出演
- 1983年 NHK特別番組「木に仏の声をきく」
- 1983年 NHK 「婦人百科 誕生仏を彫る」
- 2001年 NHK 「その時歴史が動いた 運慶」

## 著書
- 『仏師という生き方』2001年、廣済堂出版、ISBN 4331507645
- 『仏像に聞く-鑑賞を深めるための基礎知識』2003年、ベストセラーズ、ISBN 4584120579
- 『京都の仏師が語る眼福の仏像』2011年、ホーム社、ISBN 4834251756
- 『仏師から見た日本仏像史 -一刀三礼、仏のかたち』2021年、ミネルヴァ書房、ISBN 978-4623093335

### 監修
- 『現代仏師と読み解く 聖なる異形の仏像』2015年5月21日、綜合図書、ISBN 978-4862981561
- 『よくわかる仏像ハンドブック』2015年10月23日、池田書店、ISBN 978-4262145464